# Händerna mot himlen
"Händerna mot himlen" är en låt med Petra Marklund som var den första låten från hennes album Inferno (2012) skriven av Joakim Berg som släpptes digitalt den 14 september 2012 som den första låten som släpptes under hennes riktiga namn istället för artistnamnet "September". Låten hamnade som bäst på andra plats på Sverigetopplistan. Under 2015 släppte Bengt Hennings en dansbandscover på låten.

## Topplista
| Listor (2012)     | Position |
| ----------------- | -------- |
| Sverigetopplistan | 2        |

### Fotnoter
1. ↑  ”SVEPET: Vi reder ut Petra Marklunds "Händerna mot himlen"”. Sveriges Radio. 31 oktober 2012. https://sverigesradio.se/sida/artikel.aspx?programid=4067&artikel=5303961. Läst 20 juli 2018.
2. ↑  ”Kent.nu”. www.facebook.com. https://www.facebook.com/Kent.nu/posts/118848784930393. Läst 20 juli 2018.
3. ↑  ”Bengt Hennings släpper ny CD 26 Juni "Vår Sköna Sommar"”. Mynewsdesk. Arkiverad från originalet den 20 juli 2018. https://web.archive.org/web/20180720195237/http://www.mynewsdesk.com/se/pressreleases/bengt-hennings-slaepper-ny-cd-26-juni-vaar-skoena-sommar-1179110. Läst 20 juli 2018.
4. ↑  ”"Händerna mot himlen" in Swedish charts”. swedishcharts.com. http://swedishcharts.com/showitem.asp?interpret=Petra+Marklund&titel=H%E4nderna+mot+himlen&cat=s. Läst 12 oktober 2010.